# Videolicious
Videolicious es una aplicación creada en 2007 que nos permite realizar, editar y publicar vídeos cortos, pero con el inconveniente de que van a resultar con una calidad medio-baja. Su objetivo es el de producir vídeos en el menor tiempo posible. Pretende producir vídeos en el menor tiempo posible, disminuyendo el proceso de edición. Por ello, son muy utilizados entre los periodistas de reportaje.

## Reseña
Es una aplicación creada en entornos iOS. Es muy útil para montar un ensayo narrativo con voz en ampliar el contenido de una entrevista, por lo que es una aplicación muy utilizada entre los periodistas. Sin embargo, es accesible a cualquier persona, incluso con conocimientos no muy amplios sobre tecnología. Dispone de plantilla temáticas relacionadas como documental o eventos. Pueden utilizarse filtros para vídeos o añadir un fondo musical. Se puede guardar el vídeo o compartirlo en redes sociales. Sin embargo, tiene el inconveniente de que hay que realizar todo el vídeo en una sola toma.